# 司令塔鸚鵡螺公園 (康乃狄克州)
司令塔鸚鵡螺公園（英語：Conning Towers Nautilus Park）是位於美國康乃狄克州新倫敦縣的一個人口普查指定地區。

## 地理
司令塔鸚鵡螺公園的座標為41°22′59″N 72°04′22″W / 41.38306°N 72.07278°W，而該地最高點為海拔高度18米（即60英尺）。

## 人口
根據2010年美國人口普查的數據，司令塔鸚鵡螺公園的面積為14.50平方千米，當中陸地面積為12.90平方千米，而水域面積為1.60平方千米。當地共有人口10241人，而人口密度為每平方千米706人。